# أولي لانكشير
أولي لانكشير (بالإنجليزية: Olly Lancashire) هو لاعب كرة قدم بريطاني في مركز الدفاع، ولد في 13 ديسمبر 1988 في باسينجستوك في المملكة المتحدة. لعب مع غريمسبي تاون ونادي ألدرشوت تاون ونادي روتشديل ونادي ساوثهامبتون ونادي والسول.

## وصلات خارجية
- أولي لانكشير على موقع قاعدة بيانات كرة القدم.إي يو (الإنجليزية)
- أولي لانكشير على موقع Soccerbase.com (لاعب) (الإنجليزية)
- أولي لانكشير على موقع Soccerway.com (الإنجليزية)